# Sarauaque
Sarauaque ou Sarawak (em malaio: Sarawak) é um dos dois estados da Malásia situados na ilha de Bornéu. Com uma área de 124 450 km², é o maior estado do país em extensão; Sabá, o segundo maior, também em Bornéu, encontra-se a nordeste. Limita ainda com as províncias indonésias de Calimantã Ocidental, ao sul, e Calimantã Oriental, ao leste, e com o Sultanato de Brunei, a nordeste.
Sua capital é a cidade de Kuching.
Com 2 500 000 habitantes (2007), a população de Sarauaque é predominantemente não-muçulmana e multi-étnica.

## Etimologia
A explicação mais aceita diz que o nome do Estado deriva da palavra malaia serawak, que significa antimônio. Outra explicação popular é que o nome viria da contração de quatro palavras malaias supostamente proferidas por Pangeran Muda Hashim (tio do Sultão de Brunei), “Saya serah pada awak” (Eu entrego-a a você), quando esse deixou Sarauaque a James Brooke, um explorador inglês, em 1841. Essa última explicação, contudo, apresenta algumas inconsistências. O território já era conhecido como Sarauaque antes da chegada de Brooke, e o termo awak não fazia parte do vocabulário da língua malaia na região antes da formação da Malásia.
Sarauaque foi apelidada “Terra dos Calaus”. Esses pássaros são um símbolo cultural importante do povo Dayak, representando para eles o espírito de Deus. Também é dito que se um calau sobrevoa suas casas, ele traz boa sorte à comunidade local. Sarauaque tem 8 das 54 espécies mundiais de calaus, sendo o calau-rinoceronte é a ave-símbolo do Estado.